# 박성호 (1989년)
박성호(싱호) (1989년 12월 23일 ~)는 대한민국의 희극 배우로 2013 KBS 공채 28기 개그맨으로 데뷔했으며 KBS 공채 13기 박성호와 이름이 같은 동명인이다.
그리고 현재 유튜브 '싱싱한 싱호'로 활동중이다.

## 학력
- 인덕대학교 방송연예과
- 광명고등학교
- 부산영선중학교
- 봉학초등학교

## 출연 작품
- 《개그콘서트》

〈"... ..."〉
〈엔젤스〉
〈멘탈 甲〉
〈편하게 있어〉
〈선배 선배〉
〈트러블 과외〉
〈시청자 의견〉
〈고집불통〉저승사자 역